# Voynich! (grupo musical)
Voynich! es un grupo de música indie de Granada (España), que estuvo activo entre 2009 y 2012. Su música mezcla el Indie y ritmos disco.

## Historia
Tomando como curioso nombre el del polémico e intrigante Manuscrito Voynich, la banda dio sus primeros conciertos por el sur de España a comienzos de 2008, haciendo gala de un estilo potente y personal. Poco después, comenzaron a tocar por todo el país y grabaron su primer larga duración.
Su primer álbum, MATEMATICAPOP', llegó en 2010, siendo editado por EMI. En mayo de 2009 Ken Coomer (Ex-Wilco, Lori Meyers "Cronolánea") y Charlie Brocco contactan con Voynich!, y ofrecen la grabación de un primer disco. Fue grabado en Estados Unidos, en los estudios "Creative Workshop" (propiedad de Buzz Cason y "16 Ton Studios", ambos en Nashville (Tennessee) con Ken Coomer en la producción artística y Charlie Brocco como ingeniero de sonido. El 24 de noviembre de 2009 se publicó "Un Día Raro", CD- EP, con diseño de Daniel D'ors (Sunday Drivers, Los Planetas), que sirvió de primer avance a "MATEMATICAPOP".
Sin continuidad con esta discográfica, su segundo trabajo, POST, tardó solo un año en llegar, autoeditado en esta ocasión por el propio grupo en Granada. 
En 2012, la banda granadina regresó con su EP "EL MONSTRUO QUE HAY EN TI" Grabado y mezclado en Montreal Studios (Subiza, Navarra), durante este pasado mes de marzo, cuenta con la producción de Hans Krüger (Delorean, Reina Republicana). Masterizado en Exchange Mastering (Londres) a cargo de Simon Davey (!!!, Two Door Cinema Club, Phoenix).

## Discografía

### Álbumes
- UN DIA RARO (EP), 2009
- MATEMATICAPOP (LP), 2010
- POST (EP), 2011
- MULTIGAMIA, 2012 (Recopilatorio)
- EL MONSTRUO QUE HAY EN TI, 2012

### Singles
- PIE, 2009
- BATMAN, 2010
- LEMON, 2012
- CALEIDOSCOPIO, 2010
- 11+2-1=12,2010
- POR LAS NOCHES, 2011
- QUIERO (O NO), 2011
- TECHING, 2012
- MONSTRUO, 2012

## Miembros
- José Molina - compositor de letras y música, voz, guitarra.
- Óscar Espín  - Guitarra/Arreglista.

## Miembros anteriores
- Álvaro Sánchez  - Batería.
- Agustín Puertas  - Bajista.
- Rafael López  - Bajista.
- José Rubio - Bajista.